# Acalolepta semisericea
Acalolepta semisericea là một loài bọ cánh cứng trong họ Cerambycidae.